# Amietophrynus brauni
Amietophrynus brauni är en groddjursart som först beskrevs av Fritz Nieden 1911.  Amietophrynus brauni ingår i släktet Amietophrynus och familjen paddor. IUCN kategoriserar arten globalt som starkt hotad. Inga underarter finns listade i Catalogue of Life.